# Masahiro Sukigara
Masahiro Sukigara (鋤柄 昌宏 Sukigara Masahiro?,  nacido el 2 de abril de 1966 en Tokio) es un exfutbolista japonés que se desempeñaba como delantero.
Sukigara fue elegido para integrar la selección nacional de Japón para los Copa Asiática 1988.

## Trayectoria

### Clubes
| Club           | País  | Año         |
| -------------- | ----- | ----------- |
| Verdy Kawasaki | Japón | 1989 - 1994 |
| Urawa Reds     | Japón | 1994        |
| Fukushima FC   | Japón | 1995 - 1997 |

## Palmarés

### Títulos nacionales
| Título         | Club           | País  | Año  |
| -------------- | -------------- | ----- | ---- |
| Copa J. League | Verdy Kawasaki | Japón | 1992 |
| Copa J. League | Verdy Kawasaki | Japón | 1993 |
| J1 League      | Verdy Kawasaki | Japón | 1993 |